# Amazon Games
Amazon Games est une division de la société de vente en ligne Amazon qui se concentre sur le développement de jeux vidéo.

## Histoire
En 2011, Amazon a ouvert l'Amazon Appstore et a commencé à embaucher des développeurs pour les jeux sociaux mobiles,. En 2012, Amazon Game Studios a publié Living Classics, un jeu social pour Facebook,,.
Amazon annoncé pour la première fois qu'il créerait des jeux en 2014. Amazon a recruté Kim Swift (Portal, qui est depuis parti pour EA) et des développeurs qui avaient auparavant travaillé sur Far Cry 2 et System Shock 2. Amazon a cherché à créer des jeux entre les normes de l'industrie des petites et grandes équipes fabriquant des jeux occasionnels et AAA, respectivement.
Amazon Game Studios voulait former des équipes de cinq à trente personnes qui travailleraient sur des jeux entre un an et 18 mois en mettant l'accent sur la créativité et l'artisanat, que ce soit pour les enfants ou les joueurs hardcore. Le vice-président du studio, Mike Frazzini, voulait réaliser des projets comme Minecraft, The Walking Dead et The Room. Le studio souhaitait également que les développeurs influencent la direction de leur matériel, entre ses services cloud et les appareils de marque Amazon. Par exemple, les développeurs peuvent décharger le traitement vers les services cloud d'Amazon et Amazon Fire TV a augmenté la mémoire à la suite des commentaires des développeurs. Beaucoup de développeurs de l'entreprise sont partis dans l'année suivant la fondation de l'entreprise. Amazon Game Studios a ensuite publié un certain nombre de titres mobiles, y compris le jeu d'horreur Lost Within.

### Jeux vidéos
Deux ans après l'annonce initiale du studio, lors de la TwitchCon de septembre 2016, le studio a dévoilé ses trois premiers jeux PC : Breakaway, Crucible et New World.
Breakaway était un jeu basé sur l’esprit d'équipe dans lequel deux équipes de quatre se battent pour livrer une balle au but de leurs adversaires. Il a été conçu pour une intégration étroite dans Twitch, le service de streaming qu'Amazon a acquis en 2014. Amazon Game Studios a annoncé l'annulation de Breakaway en mars 2018.  
Crucible est un jeu à 12 joueurs en classe dans lequel les joueurs forment des alliances pour devenir le dernier survivant. Un joueur supplémentaire dirigera le jeu, permettant aux téléspectateurs d'interagir avec les éléments du jeu et déclenchant des événements dans le jeu.
New World est un bac à sable massivement multijoueur avec un thème colonial américain surnaturel. Les joueurs peuvent former des colonies, se battre entre eux ou combattre des monstres dans le monde. New World est sorti le 28 septembre 2021. Les deux jeux restants n'ont pas de date de sortie.
En août 2018, Christoph Hartman, cofondateur de l'éditeur de jeux vidéo 2K Games — un label de Take-Two Interactive — est devenu le nouveau vice-président d'Amazon Game Studios. Il travaille alors sous la houlette de Mike Frazzini.
En juin 2019, au cours de la semaine de l’E3, il a été annoncé que des licenciements avaient frappé l'entreprise. À l'heure actuelle, on ne sait pas combien de personnes ont été touchées. Cependant, de multiples projets inopinés ont été annulées.
En avril 2021, le MMO dans l'univers du Seigneur des Anneaux est annulé à la suite d'un conflit entre Amazon et Tencent. Tencent a racheté, en décembre 2020, le studio chinois Leyou Technologies Holdings qui devait développer le jeu avec Amazon Games.

### Changement à la tête de l'entreprise
En mars 2022, Mike Frazzini démissionne, il est remplacé au poste de directeur par Christoph Hartman.

## Studios
Amazon Games possède quatre studios : 
- Amazon Games San Diego
- Relentless Studios (anciennement Amazon Games Seattle)
- Amazon Game Studios Orange County
- Amazon Game Studios Montréal

## Jeux développés
| Années | Titre                       | Développeur(s)                           | Plateforme(s)                               |
| ------ | --------------------------- | ---------------------------------------- | ------------------------------------------- |
| 2010   | Airport Mania: First Flight | Reflexive Entertainment South Wind Games | Amazon Appstore                             |
| 2011   | Airport Mania 2: Wild Trips | Reflexive Entertainment South Wind Games | Amazon Appstore                             |
| 2012   | Air Patriots                | Reflexive Entertainment                  | Amazon Appstore                             |
| 2012   | Simplz: Zoo                 | Reflexive Entertainment                  | Amazon Appstore                             |
| 2012   | Lucky's Escape              | Reflexive Entertainment                  | Amazon Appstore                             |
| 2012   | Living Classics             | Amazon Game Studios                      | Facebook                                    |
| 2014   | To-Fu Fury                  | Amazon Game Studios                      | Amazon Appstore                             |
| 2014   | Tales From Deep Space       | Amazon Game Studios                      | Amazon Appstore                             |
| 2014   | Sev Zero                    | Amazon Game Studios                      | Amazon Appstore, Google Play, iOS App Store |
| 2015   | Lost Within                 | Amazon Game Studios                      | Amazon Appstore, iOS App Store              |
| 2015   | Til Morning's Light         | Amazon Game Studios WayForward           | Amazon Appstore                             |
| 2019   | The Grand Tour Game         | Amazon Game Studios Seattle              | PlayStation 4, Xbox One                     |
| 2020   | Crucible                    | Amazon Game Studios Seattle              | Microsoft Windows                           |
| 2020   | New World                   | Amazon Game Studios Orange County        | Microsoft Windows                           |
| Annulé | Breakaway                   | Amazon Game Studios Orange County        |                                             |

## Jeux édités
| Années  | Titre                          | Développeur(s)               | Plateforme(s)                                 | Note                                                 |
| ------- | ------------------------------ | ---------------------------- | --------------------------------------------- | ---------------------------------------------------- |
| 2022    | Lost Ark                       | Tripod Studio, Smilegate RPG | Microsoft Windows                             | Éditeur de la version Europe et Américaine seulement |
| À venir | Tomb Raider (titre provisoire) | Crystal Dynamics             | PlayStation 5, Xbox Series, Microsoft Windows |                                                      |